# Brussels Airport Company
Brussels Airport Company, afgekort BAC, is de exploitant van Brussels Airport, de nationale luchthaven van België.

## Geschiedenis
In 1987 werd beslist het beheer van de luchthaven van Zaventem te splitsen en privépartners binnen te halen. Op 11 december 1987 richtten de parastatale Regie der Luchtwegen (RLW) samen met verscheidene grote banken en krediet- en verzekeringsinstellingen de nv Brussels Airport Terminal Company (BATC) op. Deze was voor 47,50% in handen van de RLW en voor 52,50% in handen van haar privépartners. De RLW werd verantwoordelijk voor de verkeersleiding, de landingsbanen en het beheer van de terminal. De exploitatie van de terminal (parking, inscheping, horeca, winkels) kwam in handen van BATC. De splitsing bleek inefficiënt te zijn en leidde tot conflicten, waardoor RLW en BATC in 1998 samensmolten tot Brussels International Airport Company (BIAC). De federale overheid werd met ongeveer 63,6% hoofdaandeelhouder. RLW werd omgevormd tot luchtverkeersleider Belgocontrol, een autonoom overheidsbedrijf.
In 2004 kocht de Australische financiële groep Macquarie ongeveer 70% van BIAC over van de Belgische overheid en enkele andere aandeelhouders. Van 2004 tot 2011 was Macquarie hoofdaandeelhouder van BIAC. Het bezat 75% van de aandelen terwijl de federale overheid de resterende 25% + 1 aandelen in handen had. In 2011 verkocht Macquarie 39% aandeel aan het Canadese pensioenfonds Ontario Teachers' Pension Plan (OTPP).
Begin 2017 besliste Macquarie zijn resterende aandeel na veertien jaar te verkopen. OTPP had een voorkooprecht, maar Macquarie ging ook in gesprek met andere gegadigden. OTPP vond dit niet kunnen en stapte naar de rechter om te verhinderen dat confidentiële informatie over de luchthaven gepresenteerd zou worden aan een derde partij. In april 2018 kwam er een vergelijk en ging het verkoopproces opnieuw van start. In maart 2019 geraakte bekend dat het Nederlandse pensioenfonds APG, de Australische investeerder QIC en de Zwitserse verzekeraar Swiss Life het belang van 36% van Macquarie in Brussels Airport kochten. In december 2019 werd de verkoop afgerond. Tevens geraakte bekend dat de Vlaamse publieke investeringsmaatschappij PMV het consortium vervoegde en indirect een belang van ongeveer 1,8% van Brussels Airport verwierf.

## Structuur
De juridische structuur van de luchthaven werd in 2004 gewijzigd door het koninklijk besluit van 27 mei 2004, waarbij de voormalige Brussels International Airport Company (BIAC) werd omgezet in een naamloze vennootschap van privaat recht.

## Bestuur
| Periode      | Voorzitter          |
| ------------ | ------------------- |
| 1998 - 2002  | Eddy Wymeersch      |
| 2001 - 2003  | Jannie Haek         |
| 2003 - 2005  | Pierre Klees        |
| 2005 - 2011  | Luc Van den Bossche |
| 2011 - 2021  | Marc Descheemaecker |
| 2021 - heden | vacant              |

| Periode      | CEO                 |
| ------------ | ------------------- |
| 1998 - 2003  | Pierre Klees        |
| 2003 - 2005  | Luc Van den Bossche |
| 2005 - 2009  | Wilfried Van Assche |
| 2010 - heden | Arnaud Feist        |

## Aandeelhouders
Brussels Airport Company heeft twee directe aandeelhouders: het consortium BAISA (75%) en de federale overheid (25%). Het consortium BAISA bestond in 2025 uit het Canadese pensioenfonds Ontario Teachers' Pension Plan (OTTP), het Nederlandse pensioenfonds APG, de Australische investeerder QIC, de Zwitserse verzekeraar Swiss Life, de financiële partner van de publieke sector van de staat New South Wales in Australië TCorp en het beleggingsfonds van het Japanse overheidspensioenstelsel GPIF. De federale overheid is via de Federale Participatie- en Investeringsmaatschappij (FPIM) mede-eigenaar van de luchthaven.
In juni 2025 nam de Vlaamse overheid het belang van 39% van het Canadese pensioenfonds OTPP en zijn partners in Brussels Airport over. Daardoor wordt het Vlaams Gewest de grootste aandeelhouder van de luchthaven. De kostprijs voor het belang bedroeg 2,77 miljard euro. De verdeling van de aandeelhouders had een directe invloed op de strategie en besluitvorming van Brussels Airport. Omdat het grootste deel van de aandelen in handen was van buitenlandse investeerders, lag de focus vaak op rendabiliteit en groei op internationaal niveau. Dit kon betekenen dat investeringen werden aangestuurd door globale trends in luchtvaart en infrastructuur in plaats van puur nationale of regionale belangen. Nu kan Vlaanderen mee bepalen waar het met de luchthaven naartoe gaat op het vlak van werkgelegenheid, bereikbaarheid en economische ontwikkeling.